# 포괄적합도
진화 생물학에서, 포괄적 적합도(Inclusive fitness) 1964년 W.D. 해밀턴(William D. Hamilton)이 정의한 진화 성공의 두 가지 지표 중 하나이다.
-개체 적합도란 개체 자신이 낳은 자손의 수이다.
-포괄적 적합도는 개체가 자신의 행동을 통해 양육 또는 달리 지원하는 자손 등가의 수이다. (직접 적합도와 간접적합도의 합계)
유성생식에서 이배체생명제(Diploid organism)는 개체 유전자의 절반{\displaystyle \left({{1} \over {2}}\right)}을 가지고있는 개체의 자녀는 하나의 자손으로 정의된다. 개체 유전자의 {\displaystyle {{1} \over {2}}}(근연도 genetic relatednesss,r)을 운반하는 형제의 자녀는 {\displaystyle {{1} \over {4}}} 자손에 해당한다. 마찬가지로, 개체 유전자의 1/16을 가진 사촌의 자식은 1/8의 자손에 해당한다.

## 해밀턴 공식
{\displaystyle rB-C>0}
r:근연도(genetic relatednesss) , B : 도움을 받는 친족(이익) , C :도움을 주는 친족(비용)
해밀턴 공식은 유전자 및 사회행동(Social behavior) 진화의 한 축으로 이타주의가 설정되어 있다는 전제를 친족 선택(Kin selection)의 메커니즘으로 설명하는 이론이다.

## 협동
사회행동의 주요한 원리인  협동은 포괄적합도를 유전적으로 진화적으로 고려하는 것으로 알려져있다. 이러한 포괄적합도는 호혜적 이타행동(Reciprocal altruism)의 설명을 이해하는 주요한 원리를 시사한다.

## 같이 보기
- 짝짓기
- 이기적 유전자